# Distrito electoral de Highland (condado de Madison, Nebraska)
Highland (en inglés: Highland Precinct) es un distrito electoral ubicado en el condado de Madison en el estado estadounidense de Nebraska. En el Censo de 2010 tenía una población de 611 habitantes y una densidad poblacional de 6,56 personas por km².

## Geografía
Highland se encuentra ubicado en las coordenadas 41°57′10″N 97°40′7″O / 41.95278, -97.66861. Según la Oficina del Censo de los Estados Unidos, Highland tiene una superficie total de 93.2 km², de la cual 93.19 km² corresponden a tierra firme y (0.01%) 0.01 km² es agua.

## Demografía
Según el censo de 2010, había 611 personas residiendo en Highland. La densidad de población era de 6,56 hab./km². De los 611 habitantes, Highland estaba compuesto por el 98.2% blancos, el 0% eran afroamericanos, el 1.15% eran amerindios, el 0% eran asiáticos, el 0% eran isleños del Pacífico, el 0% eran de otras razas y el 0.65% pertenecían a dos o más razas. Del total de la población el 1.47% eran hispanos o latinos de cualquier raza.